# Osvald Chlubna
Osvald Chlubna (22. července 1893 Brno – 30. října 1971 tamtéž) byl český hudební skladatel a pedagog.

## Život
Po maturitě na reálném gymnáziu studoval na české technice a absolvoval abiturientský kurz na obchodní akademii. Stal se úředníkem Cyrilometodějské spořitelny a záložny v Brně, kde pracoval až do roku 1953. V roce 1914 vstoupil na Janáčkovu varhanní školu v Brně a stal se jeho žákem a obdivovatelem. Janáčkova varhanní škola byla v roce 1919 povýšena na samostatnou konzervatoř a Chlubna zde přednášel harmonii, instrumentaci a nauku o nástrojích. Po vzniku Janáčkovy akademie múzických umění přednášel i zde teoretické předměty.
Byl velmi činný ve skladatelských organizacích a v moravském hudebním životě. Byl členem výboru Klubu moravských skladatelů, pokladníkem a posledním předsedou Syndikátu moravských skladatelů (zrušen v roce 1948), pracoval v Českém hudebním fondu i v organizačním výboru festivalu Pražské jaro. V roce 1952 se stal předsedou brněnské odbočky Svazu československých skladatelů. Rovněž byl členem výboru festivalu Brněnský hudební máj. Za své zásluhy byl jmenován řádným členem České akademie věd a umění a několikrát vyznamenán.
V roce 1972 po něm byla pojmenována ulice v brněnských Žabovřeskách.
Ve své tvorbě vycházel z odkazu Leoše Janáčka. Svůj vztah k němu vyjádřil i tím, že instrumentoval třetí verzi Janáčkovy opery Šárka (Janáček dokončil pouze klavírní výtah) a dokončil podle Janáčkových poznámek nedokončenou symfonii Dunaj. Byl silně ovlivněn instrumentací Richarda Strausse a zvukovou barevností Claude Debussyho.
S manželkou Marií, rozenou Pavlovskou (1897–1962) měl tři děti. Oba jsou pohřbení na Ústředním hřbitově v Brně (skup. 76, hrob 87–88).

## Dílo

### Opery
- Pomsta Catullova op. 4 (jedno jednání, libreto skladatele podle Jaroslava Vrchlického, 1917)
- Alladina a Palomid op. 16 (dvě jednání, libreto skladatele podle Maurice Maeterlincka, 1922)
- Ňura op. 31 (dvě jednání, libreto Osip Dymov, 1930)
- V den počátku (Jak smrt přišla do světa) op. 43 (jedno jednání, libreto Alexander Hartley, 1935)
- Freje pána z Heslova op. 53 (libreto Ladislav Stroupežnický, 1940)
- Jiří z Kunštátu a Poděbrad op. 52 (libreto skladatele podle novely Aloise Jiráska Maryla,[3] 1942)
- Kolébka op. 81 (libreto skladatele podle Aloise Jiráska 1952)
- Eupyros op. 98 (libreto skladatele,1962)
- Instrumentace třetího jednání opery Šárka Leoše Janáčka

### Balet
- Hrátky na drátkách op. 84 (1955)

### Kantáty
- Otčenáš op. 2 (1916)
- Šumařovo dítě op. 14 (text Svatopluk Čech)
- Aleluja op. 58 (Otokar Březina, 1946)
- Je krásná země má op. 85 (text František Halas a Antonín Sova, 1955)
- Ve jménu života op. 94 (text Stanislav Kostka Neumann, 1961)

### Orchestrální skladby
- Vysněné dálky op. 3 (1916)
- Do pohádky op. 8 (1916)
- Než zmlknu op. 5 (1918)
- Dvě pohádky op. 11 (1920)
- Píseň touhy op. 15 (1922)
- Symfonietta op. 17 (1924)
- Suita pro smyčcový orchestr op. 23 (1926)
- Symfonie života a lásky (1. symfonie) op. 24 (slova Otokar Březina, 1927)
- Song suita op. 30 (1931)
- Veseloherní předehra op. 34 (1932)
- Ze strání hor a lesů op. 40 (1934)
- Fantasie pro violu a orchestr op. 44 (1936)
- Koncert pro klavír a orchestr d-moll op. 46 (1937)
- Koncert pro violoncello a orchestr f-moll op. 47 (1938)
- Symfonie č. 2 (Brněnská) op. 65 (1946)
- Koncert pro housle a orchestr op. 75
- Slovácké tance op. 76 (1951)
- Andante pro housle a malý orchestr op. 78a (1951)
- Příroda a člověk:
  - I. Z jara op. 70 (1949)
  - II. Letní serenáda op. 77 (1951)
  - III. Karneval podzimu op. 82 (1953)
- Portály a fresky brněnské, op. 100
- To je má zem:
  - I. Brněnské kašny a fontány op. 86 (1956)
  - II. Propast Macocha op. 87 (1957)
  - III. Ej chlapci, hore! op. 90 (1958)
  - IV. Hrad Pernštejn op. 88 (1957)
  - V. Je krásná země má op. 85 (text František Halas a Antonín Sova, 1955)
- Symfonie č. 3. "Osudová" (1960)
- Dokončení symfonie Dunaj Leoše Janáčka

### Komorní hudba
- Elegie ztracených lidí, Nocturno op. 18 pro violoncello a klavír (1924)
- Smyčcový kvartet č.1, g-moll op. 21 (1925)
- Sonáta pro housle a violoncello op. 22 (1925)
- Dvě věty (klavírní trio, 1928)
- Smyčcový kvartet č.2 C-dur op. 26 (1928)
- Allegro feroce op. 32 (varhany, 1931)
- Smyčcový kvartet č. 3 Es-dur op. 35 (1933)
- Nokturna op. 36 (klavír, 1933)
- Preludium, toccata a fuga op. 37 (klavír, 1933)
- Passacaglia op. 41 (varhany, 1934)
- 3 preludia op. 42 (klavír, 1935)
- Dechový kvintet op. 45 (1936)
- Adagio op. 57 (varhany, 1943)
- 3 preludia op. 61 (klavír, 1945)
- Serenáda pro dechový kvintet op. 63 (1947)
- Sonáta pro housle a klavír op. 66 (1948)
- Sonáta pro violoncello a klavír op. 69 (1948)
- Fantasie pro housle a violu op. 71 (1949)
- Čtyři instruktivní skladby pro housle a klavír op. 78 (1951)
- Smyčcové trio op. 83 (1953)
- Sonáta-fantazie op. 93 (1959)
- Invence pro violu (1962)
- Smyčcový kvartet č.4 As-dur „È morta“ op. 103 (1964)
- Smyčcový kvartet č.5 op. 114 (1969)
- Sonatina pro housle a klavír op. 119

### Písně
- 5 písní op. 6 (slova Antonín Sova, Josef Svatopluk Machar, Otokar Březina, 1918)
- Se smrtí hovoří spící op. 7 (slova Otokar Březina, 1918)
- Čtyři rispetti, Ukolébavky op. 19 (1925)
- Tři zpěvy odloučeného op. 27 (1928)
- Písničky života op. 38 (1934)
- Z těžkých chvil op. 38 (1938)
- Sladké žalmy op. 54 (1942)
- Prosté sloky op. 56 (S. K. Neumann, 1943)
- Písně tuláka op. 60 (Jaroslav Vrchlický, 1945)
- Serenády melancholické o lásce op. 62 (1945)
- Chvalozpěvy osvobozené op. 64 (Zdeněk Spilka, Petr Křička, Vilém Závada,1945)
- Rozjásané odpůldne, Požehnané jaro op. 89 (1956)

### Písně s orchestrem
- Tiché usmíření op. 10 (Otokar Březina, 1919)
- Tři písně op. 12 (Rabíndranáth Thákur, 1920)
- Dvě balady op. 20 (Jiří Wolker, 1921)
- Žebrácké písně op. 25 (Jaroslav Durych, 1927)
- Zhasněte světla op. 55 (Jaroslav Seifert, 1943)
- Ó moje Manon op. 73 (Karel Hlaváček, 1950)

### Sbory
- Mužské sbory op. 9, op. 13 a op. 27 (1920–1928)
- Prosba op. 39 (Vítězslav Nezval, 1934)
- Hymnus Cyrilometodějský op. 39 (1934)
- TGM op. 39 (1937)
- Země krásná op. 51 (1941)
- Bohatýr Muromec op. 67 (František Ladislav Čelakovský, 1948)
- Velký ptačí trh op. 68 (ženský sbor, František Ladislav Čelakovský, 1948)
- Hornická balada (Josef Václav Sládek, 1949)
- Medailonek Boženy Němcové op. 74 (František Halas, 1950)
- Tři bajky a dva veselé sbory op. 74 (dětské sbory, Josef Václav Sládek, 1950)
- Z tej našej dědiny op. 79 (ženský sbor, 1952)
- Dělnická balada op. 80 (1952)
- Zpívejte s námi op. 92 (dětské sbory, 1959)

### Literární dílo
Kromě vlastních libret k několika operám, se ve svém hudebněvědném díle věnoval zejména tvorbě Leoše Janáčka. Psal rovněž články a referáty do odborných hudebních časopisů i denního tisku.